# Alcoviteira (Gil Vicente)
A Alcoviteira, Brísida Vaz, é uma personagem criada pelo dramaturgo português Gil Vicente para refletir a decadência moral e a hipocrisia da sociedade do seu tempo. Vivendo de enganos e da exploração de raparigas, apresenta-se como alguém honrada e até merecedora do céu, por ter levado donzelas aos cónegos e, segundo ela, salvo raparigas ao colocá-las em conventos. Gil Vicente usa esta figura para denunciar a inversão de valores, mostrando como a imoralidade pode ser disfarçada de virtude quando associada a instituições respeitadas como o clero. Brísida simboliza, assim, a crítica social e religiosa presente no teatro vicentino, onde as aparências enganam e a verdadeira justiça divina se revela apenas no julgamento final.
No Auto da Barca do Inferno, esta personagem apresenta-se com voz elogiosa e usa uma linguagem popular. Começa por recusar a entrada no Inferno e acusa-se a si própria dizendo tudo o que traz consigo como se fosse a coisa mais natural. É a personagem que mais bagagem traz, representando todos os pecados que cometeu ao longo da vida. Tanto o Diabo como o Anjo não a acusam, mas ela defende-se por não querer ir para o Inferno, dizendo que casava muitas moças, que tinha sido muito martirizada, que tinha convertido muitas raparigas, que as tinha encaminhado e até que as vendia aos cónegos da Sé, argumentando que como servia a Igreja, deveria ir para o Paraíso.

## Brísida Vaz: A figura da alcoviteira no teatro vicentino
Brísida Vaz é uma das personagens mais emblemáticas do teatro vicentino, representando a figura-tipo da alcoviteira, ou seja, mulher que trabalha com a alcouva. Esta palavra muito antiga tem as suas raízes no árabe: al-qawwāḍa(القوَّادة) → alcahueta (esp.) → alcouveteira / alcoviteira (port. arcaico) → alcoviteira (português moderno). Esta é uma figura recorrente na literatura de tradição medieval e renascentista. O nome Brísida Vaz surge em várias peças de Gil Vicente, fazendo muitos historiadores suspeitarem da possibilidade dela ter sido uma figura conhecida na altura. Esta personagem serve de espelho para a sociedade do seu tempo, funcionando como instrumento de crítica e sátira social.

## Quem é Brísida Vaz?
Brísida Vaz é, essencialmente, uma intermediária em negócios amorosos ilícitos, alguém que vive da manipulação, da artimanha e da exploração das fraquezas alheias. É uma mulher de idade avançada, experiente, astuta e com um discurso fluido e persuasivo. Costuma intermediar encontros entre jovens raparigas e homens influentes, aproveitando-se da inocência de umas e dos desejos de outros. No entanto, a sua figura não é apenas a de uma criminosa ou vilã; é também uma crítica social encarnada: representa as desigualdades, a hipocrisia moral e a decadência de valores da sociedade da época.

## Onde aparece Brísida Vaz?
A personagem Brísida Vaz surge em mais do que uma obra de Gil Vicente, mas é particularmente notória na peça "Auto da Índia", escrita em 1509. Esta obra é uma comédia em um acto que apresenta, de forma satírica, o comportamento de uma mulher adúltera após o marido partir para a Índia.

Nesta peça, Brísida Vaz aparece como conselheira e cúmplice da protagonista, que rapidamente se envolve com outros homens assim que o marido embarca. A alcoviteira incentiva-a a aproveitar a ausência do esposo para se divertir, justificando os seus conselhos com argumentos que misturam malícia e experiência de vida. Ela diz frases como:
"O que é ganho e dado, a ninguém faz pecado."
Esta fala revela o seu pragmatismo e a sua visão relativista da moral, típica das alcoviteiras vicentinas, que justificam os seus actos com ditados populares ou raciocínios de aparência lógica, mas eticamente duvidosa.

## Exemplo de Brísida Vaz em cena
No "Auto da Índia", Brísida desempenha um papel fundamental ao ajudar a mulher do fidalgo ausente (o marido) a envolver-se com outros homens. É Brísida quem arranja os encontros, quem acalma a consciência da mulher e quem se enriquece com os "favores" que oferece.

Um excerto marcante da sua intervenção na peça é o momento em que defende que a fidelidade não compensa, pois:
"Ficar a mulher sozinha
é perder-se a mais formosa."
Estas palavras, embora pronunciadas de forma cómica, têm um fundo de crítica mordaz à sociedade da época, que celebrava valores como a honra e a virtude feminina, mas tolerava (e até fomentava) comportamentos de infidelidade entre os homens.

## Significado simbólico da personagem
Brísida Vaz não é apenas uma figura cómica ou caricata. A sua existência na peça serve um propósito crítico e moralizante. Representa a corrupção dos costumes, a decadência dos valores tradicionais e a influência perversa que certas figuras sociais exercem sobre os outros. Ao mesmo tempo, mostra como a mulher, mesmo marginalizada, pode encontrar poder e protagonismo através da sua astúcia e capacidade de manipulação.
Além disso, o nome "Vaz", associado à personagem, carrega em si um valor simbólico. O apelido Vaz, frequente nas obras de Gil Vicente, sugere uma certa pertença à realidade portuguesa da época — muitas vezes ligado a personagens de condição social mediana ou baixa, usadas pelo autor para retratar os vícios da sociedade.

## Reflexão final: os "Vaz" no teatro vicentino
O nome "Vaz" aparece não apenas em Brísida Vaz, mas também noutras personagens vicentinas, como Joane Vaz no Auto da Barca do Inferno, que representa um fidalgo hipócrita e vaidoso. Esta repetição do apelido poderá ter um carácter intencional: "Vaz" torna-se um marcador social, um símbolo da mediocridade moral ou da dissimulação comum entre as figuras da época.
Neste contexto, é possível reflectir que Gil Vicente talvez tenha escolhido este nome precisamente por ser comum e reconhecível, dando às suas personagens uma identidade que podia ser vista como “do povo” mas também crítica e satírica. Os "Vaz" vicentinos vivem num espaço ambíguo entre a comicidade e a denúncia, funcionando como espelhos de uma sociedade em crise de valores, onde o prestígio social não corresponde necessariamente à virtude moral.
Brísida Vaz, como personagem-tipo, é uma figura incontornável da dramaturgia portuguesa, exemplo da capacidade de Gil Vicente em criar personagens que, mesmo mergulhadas no humor e no exagero, nos obrigam a reflectir sobre as contradições humanas que continuam, séculos depois, a ser tristemente actuais.